# Řepovník svraskalý
Řepovník svraskalý (Rapistrum rugosum) je planě rostoucí žlutě kvetoucí bylina, která je invazním druhem rodu řepovník.

## Výskyt
Druh pochází ze Střední a jihozápadní Asie a z navazující jihovýchodní Evropy a okolí Středozemního moře, tam vyrůstal na výslunných místech stepního charakteru. Odkud se spontánně šířil do většiny zemí Evropy a lokálně i do severní Afriky. Zavlečen byl do Severní i Jižní Ameriky, do Austrálie a na Nový Zéland.
Tento teplomilný terofyt se vyskytuje na obdělávaných polích, ve vinohradech i na vyprahlých pastvinách a bývá součásti ruderálního společenstva na rumovištích, okolo cest, v železničních stanicích, na různých překladištích a místech s narušenou půdou.

## Popis
Jednoletá nebo dvouletá rostlina s jednoduchou nebo častěji od báze rozvětvenou lodyhou rostoucí z tenkého jednohlavého kořene. Slabě modravě ojíněná lodyha 20 až 80 cm vysoká bývá ve spodní části jemně chlupatá a v horní téměř holá. Je porostlá tenkými, tmavě zelenými listy s řapíky vyrůstajícími střídavě. Přízemní listy v růžici a spodní lodyžní 5 až 15 cm dlouhé jsou v obrysu obvejčité, většinou lyrovitě zpeřené dělené v 3 až 4 páry nestejně zubatých úkrojků, terminální je největší. Střední a horní listy jsou kopinaté, na bázi do řapíku zúžené a po obvodě jen plytce laločnaté a zubaté, směrem vzhůru se zmenšují.
Oboupohlavné čtyřčetné květy bez listenů se stopkami kratšími nebo stejně dlouhými jako kalich vytvářejí na koncích větví květenství hrozen který je v době kvetení téměř půlkulovitý. Vzpřímené, úzce elipsovité či kopinaté kališní lístky jsou zhruba 3 × 1 mm velké. Obvejčité korunní lístky, nejméně dvojnásobně delší i širší než kališní, jsou světle žluté s tmavým žilkováním a při sušení zbělají.
Plody rostoucí na vztyčených stopkách jsou úzce elipsovité, holé nebo krátce chlupaté, dvoučlánkové, podélně žebrovaté šešule 6 až 10 mm dlouhé; jejichž části se po dozrání od sebe stěží oddělují. Horní nepukavý kulovitý či vejčitý díl, obvykle s jedním semenem na tenké vztyčené stopečce, je 2,5 až 4 mm dlouhý a zakončený zobákovitou vytrvalou čnělkou. Spodní podélně pukající díl podobný ztlustlé stopce obsahuje nejčastěji jedno (někdy 0 až 3) shora zavěšené úzce elipsoidní semeno. Podlouhlá, žlutohnědá lesklá semena bývají velká 1,5 × 1 mm. Ploidie tohoto druhu kvetoucího od května do srpna je 2n = 16.

## Taxonomie
Řepovník svraskalý je vzhledově proměnlivý druh a rozlišují se u něj dva až tři nesnadně rozpoznatelné taxony které jsou obvykle chápany jako poddruhy. V České republice se vyskytují dva které se od sebe liší hlavně tvary a ochlupením plodů. Rostliny bez vyvinutých plodů nelze jednoznačně od sebe rozpoznat.
Nominátní poddruh řepovník svraskalý pravý (Rapistrum rugosum (L.) All. subsp. rugosum) má plodní stopky 0,5 až 1 mm hrubé a stejně dlouhé nebo až 1,5krát delší než spodní díl šešule. Spodní díl je široce válcovitý nebo podlouhle elipsoidní, horní je vejčitý až kulovitý a na konci zúžený do tenké čnělky 3 až 5 mm dlouhé. Je v ČR považován za příležitostně zavlékaný archeofyt.
Druhý poddruh řepovník svraskalý východní (Rapistrum rugosum (L.) All. subsp. orientale (L.) Arcang.) má plodní stopky nejméně 1 až 1,5 mm hrubé a 1,5 až 3krát delší než spodní díl šešule. Spodní díl (podobný prodloužené stopce) je úzce válcovitý nebo kyjovitý, horní je kulovitý a na vrcholu mírně zploštělý (někdy širší než vyšší), čnělka na konci je dlouhá 1 až 3 mm. V ČR byl tento příležitostný neofyt prvně popsán v roce 1940.

## Význam
Řepovník svraskalý se rozmnožuje semeny která klíčí hlavně na podzim a brzy vytváří širokou listovou růžici. Ta na úrovni terénu dokonale pokrývá přilehlé okolí a zabraňuje tak přístupu světla k semenům a jiným rašícím rostlinám. Na příhodných místech, hlavně v okolí vodních toků a ve světlých lesích kde se může nerušeně vysemeňovat, se stává invazní rostlinou. Vytváří tam svou monokulturu a úspěšně vytlačuje původní druhy rostlin a nepříznivě mění prostředí i pro drobné půdní živočichy.

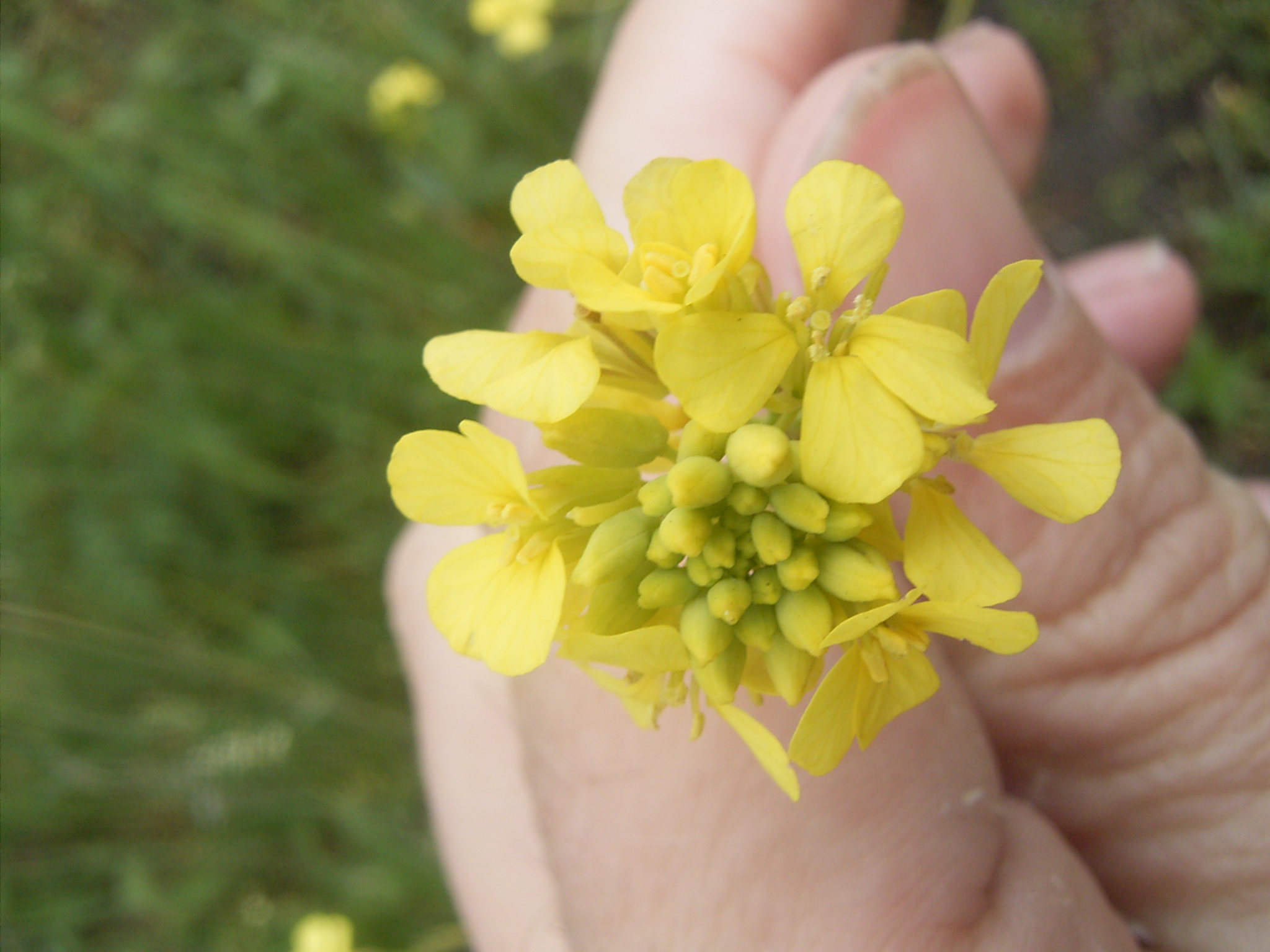
Květy
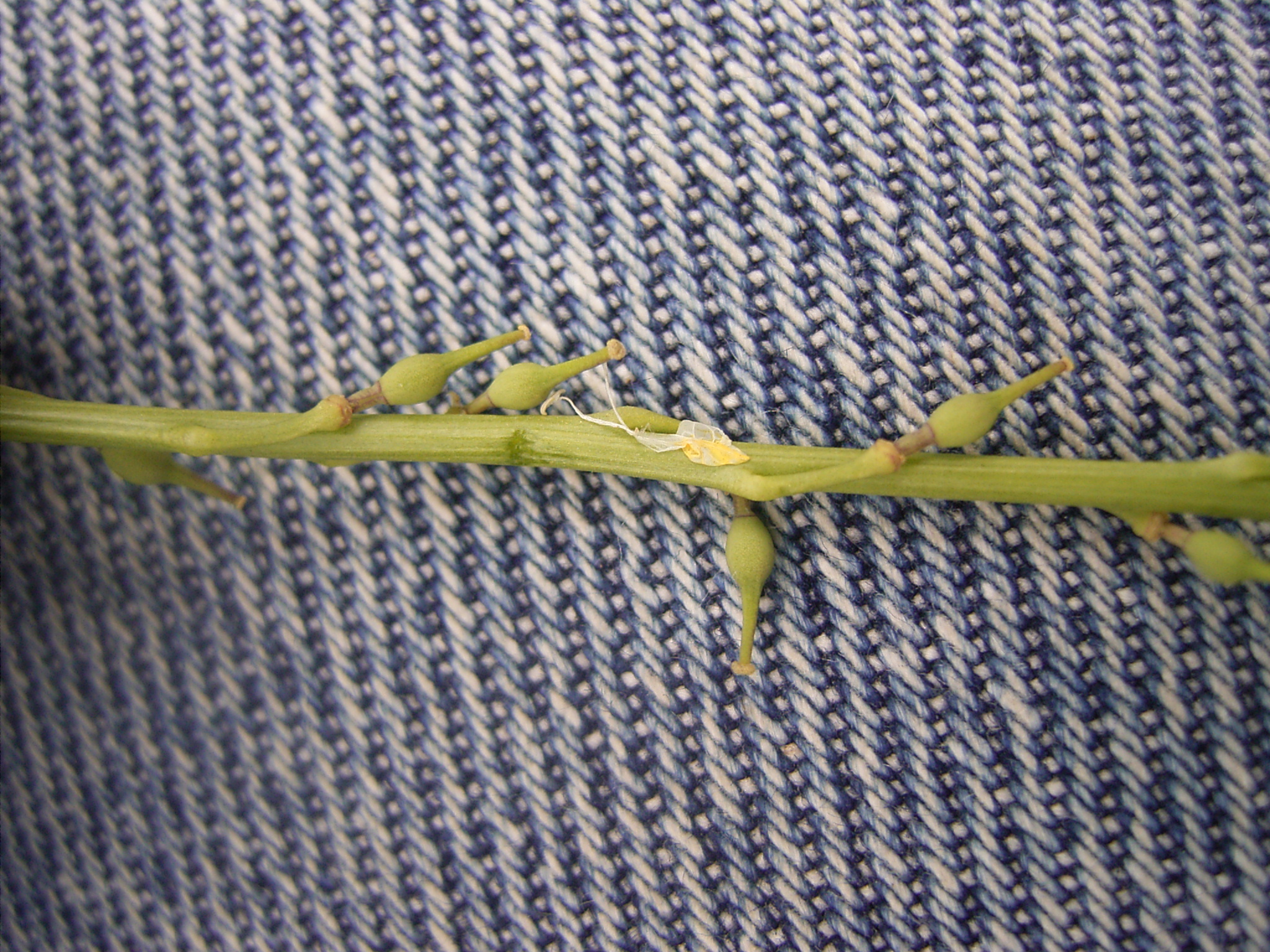
Plody